# Aglais alba
Aglais alba är en fjärilsart som beskrevs av Raynor 1909. Aglais alba ingår i släktet Aglais och familjen praktfjärilar. Inga underarter finns listade i Catalogue of Life.